# Kamurana
Kamurana es un género de foraminífero bentónico de la subfamilia Kamuraninae, de la familia Milioliporidae, de la superfamilia Soritoidea, del suborden Miliolina y del orden Miliolida. Su especie tipo es Kamurana bronnimanni. Su rango cronoestratigráfico abarca desde el Djulfiense (Pérmico superior) hasta el Campiliense (Triásico inferior).

## Discusión
Algunas clasificaciones incluyen Kamurana en la superfamilia Milioliporoidea.

## Clasificación
Kamurana incluye a las siguientes especies:
- Kamurana bronnimanni †
- Kamurana chatalovi †